# Xenorhina scheepstrai
Xenorhina scheepstrai es una especie de anfibios de la familia Microhylidae.

## Distribución geográfica
Se encuentra en Nueva Guinea Occidental (Indonesia).